# Urva
Urva (ryska: Урва) är en ort i Azerbajdzjan.   Den ligger i distriktet Qusar Rayonu, i den nordöstra delen av landet, 170 km nordväst om huvudstaden Baku. Urva ligger 1 072 meter över havet och antalet invånare är 2 472.
Terrängen runt Urva är kuperad. Närmaste större samhälle är Qusar, 8,9 km öster om Urva. 
Omgivningarna runt Urva är en mosaik av jordbruksmark och naturlig växtlighet. Runt Urva är det ganska glesbefolkat, med 48 invånare per kvadratkilometer.